# Charles d'Avila

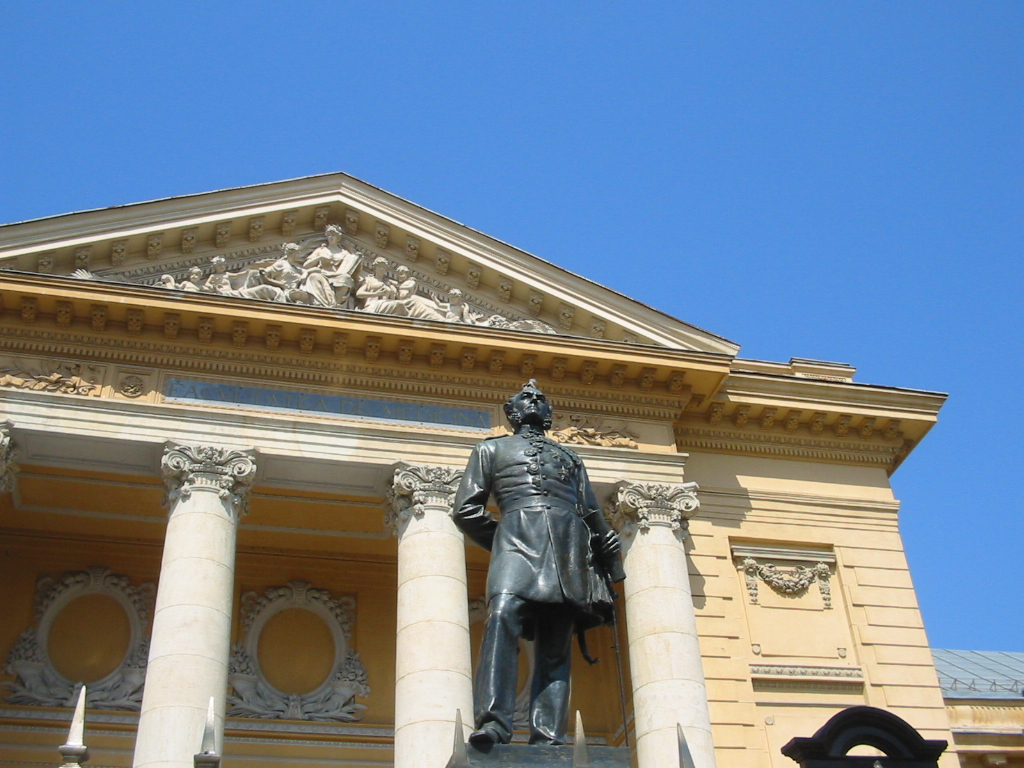
Sa statue devant la faculté de médecine de Bucarest

Charles d'Avila (en roumain Carol Davila, à sa naissance Carlo Antonio Francesco d'Avila), né en 1828 à Parme (Italie) et mort le 24 août 1884 à Bucarest (Roumanie) est un pharmacien et médecin italo-français devenu roumain en 1868, fondateur de la faculté de médecine et de pharmacie de Bucarest.

## Jeunesse
Selon une légende enracinée dès son vivant en Roumanie (par Sabine Cantacuzène), Charles d'Avila serait un fils naturel de Franz Liszt et de Marie d'Agoult, adopté par la famille d'Avila et élevé à Limoges, Nantes et Angers, où il suit des études de pharmacie et de médecine, passant son doctorat  à Paris en février 1853. En 1849, il a fait partie des équipes médicales qui ont combattu le choléra en Maine-et-Loire, et il a aussi suivi des cours en Allemagne. Qu'il ait été adopté et élevé par la famille d'Avila est prouvé par les sources, mais on n'a aucune certitude sur ses géniteurs biologiques : il n'est mentionné dans aucune biographie de Liszt et il n'existe aucune raison pour Liszt de reconnaître trois enfants et pas le quatrième. En supposant que Charles descende de Marie d'Agoult, il est plus vraisemblable qu'il soit issu de la liaison de celle-ci avec Pierre Tribert, riche propriétaire foncier de Champdeniers. Charles lui-même n'abordait pas le sujet et sur ses cartes de visite, il mettait seulement « C. Davila, dr. med. » au-dessus de l'adresse. On sait aussi qu'à la fin de ses études, il ne chercha pas à s'établir en France.

## Carrière
Une fois docteur en médecine, il reçoit deux propositions d'emploi : l'une émane de la maison du Chah de Perse qui recrute un médecin personnel, l'autre de Barbu Știrbei, Hospodar de Valachie qui recherche, pour trois ans, un professeur de chimie et biologie pour l'Université de Bucarest. Il choisit la seconde option et débarque à Bucarest le 13 mars 1853. Italophone, il apprend facilement le roumain, langue latine. Il restera dans le pays tout le reste de sa vie : ses capacités en font bientôt aussi un professeur émérite de médecine, et un médecin militaire de l'armée valaque, dans laquelle il passe lieutenant, colonel puis général en moins de 7 ans : il réorganise complètement les services médicaux et d'ambulances du pays. En 1859 la Valachie s'unit à la Moldavie pour former la future Roumanie. Alexandre Ioan Cuza, successeur de Barbu Știrbei, charge Charles de réorganiser et moderniser les hôpitaux et asiles du pays. Alexandre et Charles deviennent amis, d'autant qu'ils sont aussi « frères » au sein de la Loge Maçonnique « L'Étoile du Danube ». Carol Ier von Hohenzollern succède à Cuza en 1866 : Charles d'Avila, également germanophone, conquiert aussi ce souverain d'origine allemande, sévère et méfiant, qui le charge de créer la faculté de Médecine de Bucarest, tâche dont il s'acquitte à la satisfaction générale. La faculté est inaugurée en 1869, mais Charles pose aussi les bases de l'enseignement pharmaceutique et vétérinaire. Il crée également, avec l'autrichien Ulrich Hoffmann, le Jardin botanique, horticole et médicinal de Bucarest, et rend obligatoire le recrutement des médecins par concours et l'internat avant doctorat.
Charles quitte souvent Bucarest et combat les épidémies dans les campagnes roumaines : il enseigne partout les principes d'hygiène, d'évacuation des eaux usées, de séparation entre humains et animaux domestiques, de lutte contre les parasites.
En 1870, durant la guerre franco-prussienne Charles organise en Champagne un service ambulancier avec le concours des élèves-médecins roumains de Paris. Il représente la Roumanie à l'Exposition universelle de 1873 à Vienne et devient le mécène du poète Alecsandri, qui ouvre de nombreuses écoles à la campagne. En 1877-1878 il dirige le Service des ambulances militaires, des trains sanitaires et des navires hôpitaux durant la guerre anti-ottomane de la Russie et de la Roumanie (qui s'achève par la reconnaissance internationale de l'indépendance de cette dernière), sauvant des milliers de vies et soignant plus de 13 000 blessés, tant roumains, que russes, bulgares ou turcs (fait pour lequel il reçoit, après la paix, des décorations de ces quatre pays).
Sa carrière ne s'arrête qu'avec sa mort en 1884.

## Vie privée
Sa première épouse française, Marie Marsille, fille du médecin Alphonse Constant Marsille, meurt en couches en mars 1860, à 24 ans. Un peu plus d'un an après, Charles d'Avila se remarie avec Anna Racovitza, nièce des frères Golești (boyards également membres de « L'Étoile du Danube »), union dont sont issus, à partir de 1862 quatre enfants, un garçon prénommé Alexandre et trois filles : Elena, Zoe et Pia. Anna étant noble, les enfants prennent sa nationalité roumaine, et non la française du père (qui sera naturalisé roumain en 1868).
Charles d'Avila était de santé fragile, affligé dès sa jeunesse de rhumatismes et de crises de sciatique qui altèrent son humeur. Il avait également été affligé du typhus, d'un anthrax et d'une furonculose générale. Cela le rendait sensible aux souffrances des plus humbles : orphelins, sans-abri, détenus, soldats en campagne : il militait activement, à tous les échelons, pour une bonne hygiène, une nutrition vitaminée, des conditions dignes, s'exaspérant et éprouvant de violentes colères lorsque son interlocuteur faisait preuve de fatalisme, d'indifférence ou de négligence.
Le roi affirmait que Davila est partout où on a besoin de lui, jour et nuit, mais ses collègues ne lui pardonnent pas, ou bien lui envient son caractère difficile, son extrême distinction, sa phénoménale érudition et ses talents de conteur.
Le 13 janvier 1874, son épouse meurt d'une erreur de dosage imputable à un collègue médecin. Veuf et père de quatre enfants, Davila travaille jusqu'à sa mort le 24 août 1884.